# Institut national algérien de la propriété industrielle
L'Institut national algérien de la propriété industrielle, en arabe : المعهد الوطني الجزائري للملكية الصناعية abrégé par le sigle INAPI, est un établissement public à caractère administratif, placé sous la tutelle du ministère algérien de l'Industrie et des Mines. Il est chargé de la propriété industrielle.

## Histoire
Depuis 1962, la propriété industrielle en Algérie a été confiée à diverses entités :
- L’Office National de la Propriété Industrielle (ONPI) en 1963.
- L’Institut Algérien de Normalisation et de la Propriété Industrielle en 1973.
- En 1986, une partie des activités de la propriété industrielle avait fait l’objet de transfert vers le Centre National du Registre de Commerce (CNRC).
- En 1998, toutes les activités de la propriété industrielle ont été regroupées au sein d’une unique entité qu’est l’INAPI. L'INAPI se substitue à l'institut algérien de normalisation et de propriété industrielle (IANPI) au titre de ses activités relatives aux inventions et au centre national du registre de commerce (CNRC) au titre de ses activités relatives aux marques, dessins, modèles industriels et appellations d'origine, et ce conformément aux dispositions du décret exécutif 98-68 du 21 février 1998. L'institut est placé sous la tutelle du Ministère chargé de l’Industrie.

En 2017, l'INAPI a délivré plus de 400 brevets d'invention.
En 2021, un total de 254 demandes de brevets ont été déposées au niveau de l’INAPI.

## Missions
L'INAPI a pour missions :
- de recevoir les dépôts et délivrer les titres de propriété industrielle : brevets, marques, dessins et modèles ;
- de participer à l'élaboration du droit de la propriété industrielle ;
- de mettre à la disposition du public toute information nécessaire pour la protection des titres de propriété industrielle ;
- de former et sensibiliser tous les acteurs économiques aux questions de la propriété industrielle;
- de gérer le Bulletin officiel de la propriété industrielle (PI).